# Dyckia estevesii
Dyckia estevesii är en gräsväxtart som beskrevs av Werner Rauh. Dyckia estevesii ingår i släktet Dyckia och familjen Bromeliaceae. Inga underarter finns listade i Catalogue of Life.